# Rezydencja w Würzburgu
Rezydencja w Würzburgu (niem. Würzburger Residenz) – pałac biskupi w Würzburgu, jeden z najznamienitszych zabytków architektury barokowej w Europie, porównywany często do pałaców Schönbrunn w Wiedniu oraz Wersalu. Zaprojektowany przez Balthasara Neumanna na zlecenie książąt biskupów Johanna Philippa Franza von Schönborn oraz jego brata Friedricha Karla w 1720 został ukończony w 1744 r.
Rezydencja słynie z bogato zdobionych wnętrz. Na szczególną uwagę zasługuje główna klatka schodowa z największym na świecie malowidłem plafonowym autorstwa włoskiego malarza Giovanniego Battisty Tiepolo. Pałac otaczają ogrody w stylu barokowym. Rezydencja uległa znacznemu zniszczeniu podczas II wojny światowej, a jej odbudowa trwała do 1987 r.
W 1981 r. rezydencja w Würzburgu wraz z otaczającymi ją ogrodami oraz placem pałacowym została wpisana na listę dziedzictwa kulturowego UNESCO.

## Budowa
W 1720 r. biskup Würzburga Johann Philipp Franz von Schönborn zlecił budowę pałacu młodemu i jeszcze mało znanemu wówczas architektowi Balthasarowi Neumannowi. Neumann musiał skomponować w spójną całość projekty powstałe na bazie jego własnych pomysłów z projektami poszczególnych fragmentów budowli zleconymi uprzednio najznamienitszym architektom ówczesnych Niemiec i Francji – Lucasa von Hildebrandta, Johanna Maximilliana von Welscha, Roberta de Cotte oraz Germana Boffranda. Główny zleceniodawca zmarł cztery lata później, a pieczę nad dalszymi pracami przejął jego brat Fryderyk Karol von Schönborn. Budowę rezydencji ukończono w 1744, ale prace nad wystrojem wnętrz trwały do roku 1780. Freski na klatce schodowej, malowidła w Sali Cesarskiej (niem. Kaisersaal) oraz w kościele przypałacowym (niem. Hofkirche) wykonał w latach 1750–1753 Giovanni Battista Tiepolo, najsłynniejszy malarz fresków XVIII wieku.

## Wystrój wnętrz

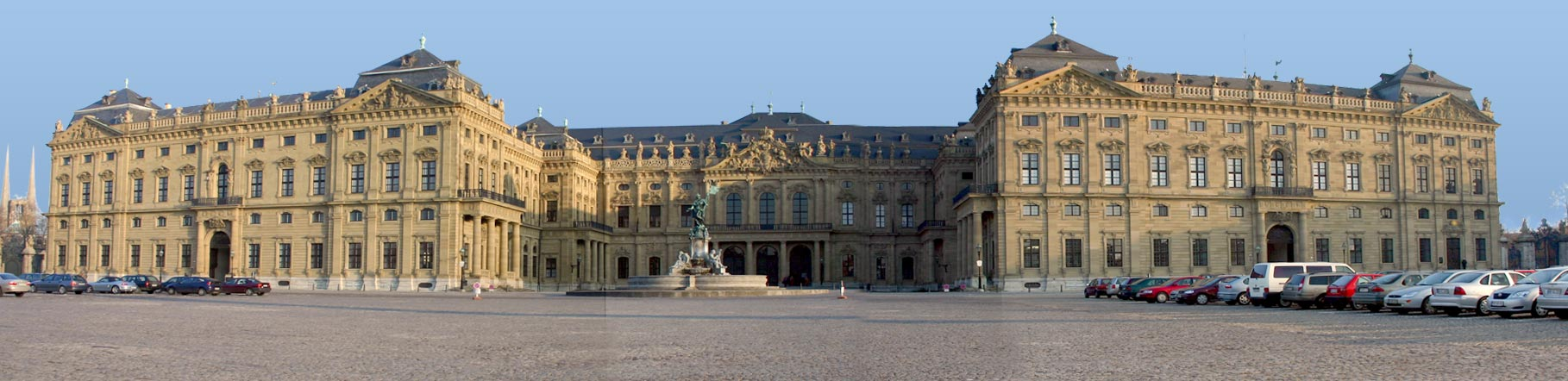
Rezydencja w Würzburgu: widok od strony placu

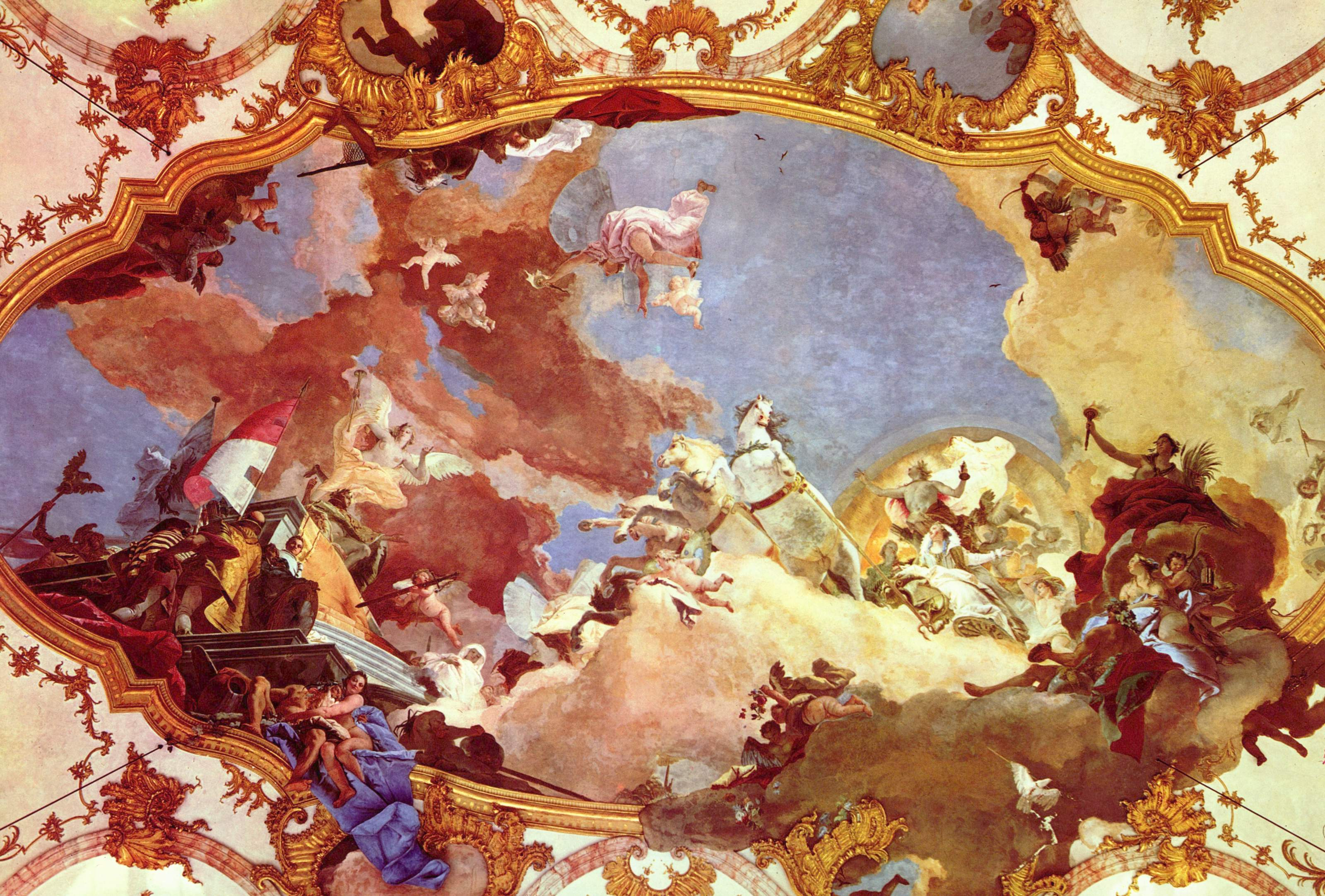
Komnata Cesarska, Plafon Tiepolo

Rezydencja to prawie 400 pomieszczeń. Na szczególną uwagę zasługują klatka schodowa, kościół dworski (niem. Hofkirche) oraz utrzymane w dekoracyjnym stylu rokoko frankońskiego: Sala Biała (niem. Weisser Saal), Komnata Cesarska (niem. Kaisersaal), Gabinet Luster (niem. Spiegelkabinett) oraz pokój wenecki (niem. Das Venezianische Zimmer).
Na sklepieniu głównej klatki schodowej znajduje się, powstałe w latach 1752–1753, największe na świecie malowidło sufitowe (około 600 m²) autorstwa Giovanniego Battisty Tiepolo. Fresk przedstawia cztery (ówcześnie znane) kontynenty: Europę, Amerykę, Azję i Afrykę.
Sala Biała (niem. Weisser Saal), słynąca z białych stiukowych dekoracji autorstwa Antonio Bossiego, silnie kontrastuje z wielobarwnymi malowidłami klatki schodowej i Sali Cesarskiej. Salę Cesarską (niem. Kaissersaal) zdobią freski Tiepola nawiązujące do historii Świętego Cesarstwa Rzymskiego. Malowidło na suficie przedstawia przybycie do miasta Beatrycze Burgundzkiej, przyszłej żony Fryderyka I Barbarossy. Na ścianie południowej znajduje się fresk przedstawiający ich ślub, udzielany przez biskupa z Würzburga. Komnatę otaczają pomniejsze sale reprezentacyjne, z których najcenniejszą jest Gabinet Luster (niem. Spiegelkabinett). Ściany gabinetu zbudowane są z tafli szyb, których tylna strona została poddana szczególnej obróbce artystycznej, pozwalającej na bezpośrednie wkomponowanie malowideł w lustra.
W południowo-zachodnim narożniku pałacu znajduje się kościół (niem. Hofkirche) projektu Balthasara Neumanna, perfekcyjnie wkomponowany w bryłę pałacu. Budowla zaskakuje kubaturą wnętrz. Ołtarz zdobią malowidła Tiepola Wniebowzięcie Maryi oraz Upadek zbuntowanych aniołów.

## Ogrody pałacowe
Wokół rezydencji roztacza się utrzymany w stylu barokowym tarasowy ogród, w którym znajdują się liczne rzeźby Johanna Petera Wagnera przedstawiające postaci mitologiczne.

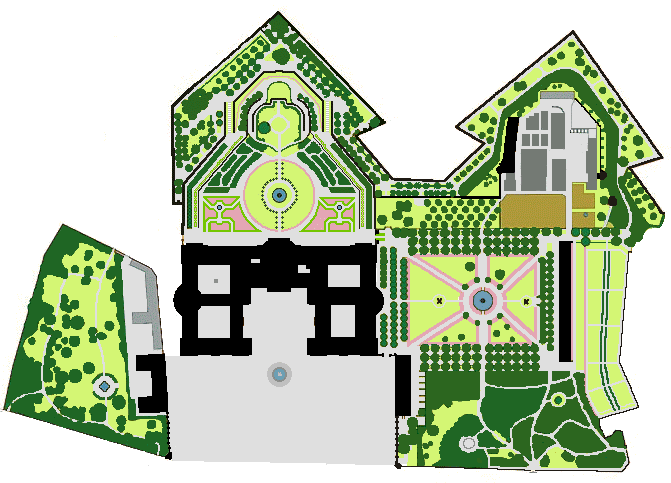
Plan rezydencji w Würzburgu wraz z otaczającymi ją ogrodami
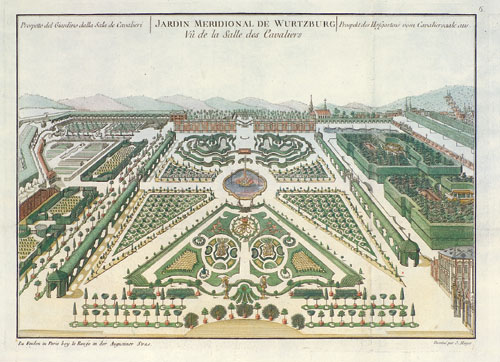
Ogrody pałacowe, 1770
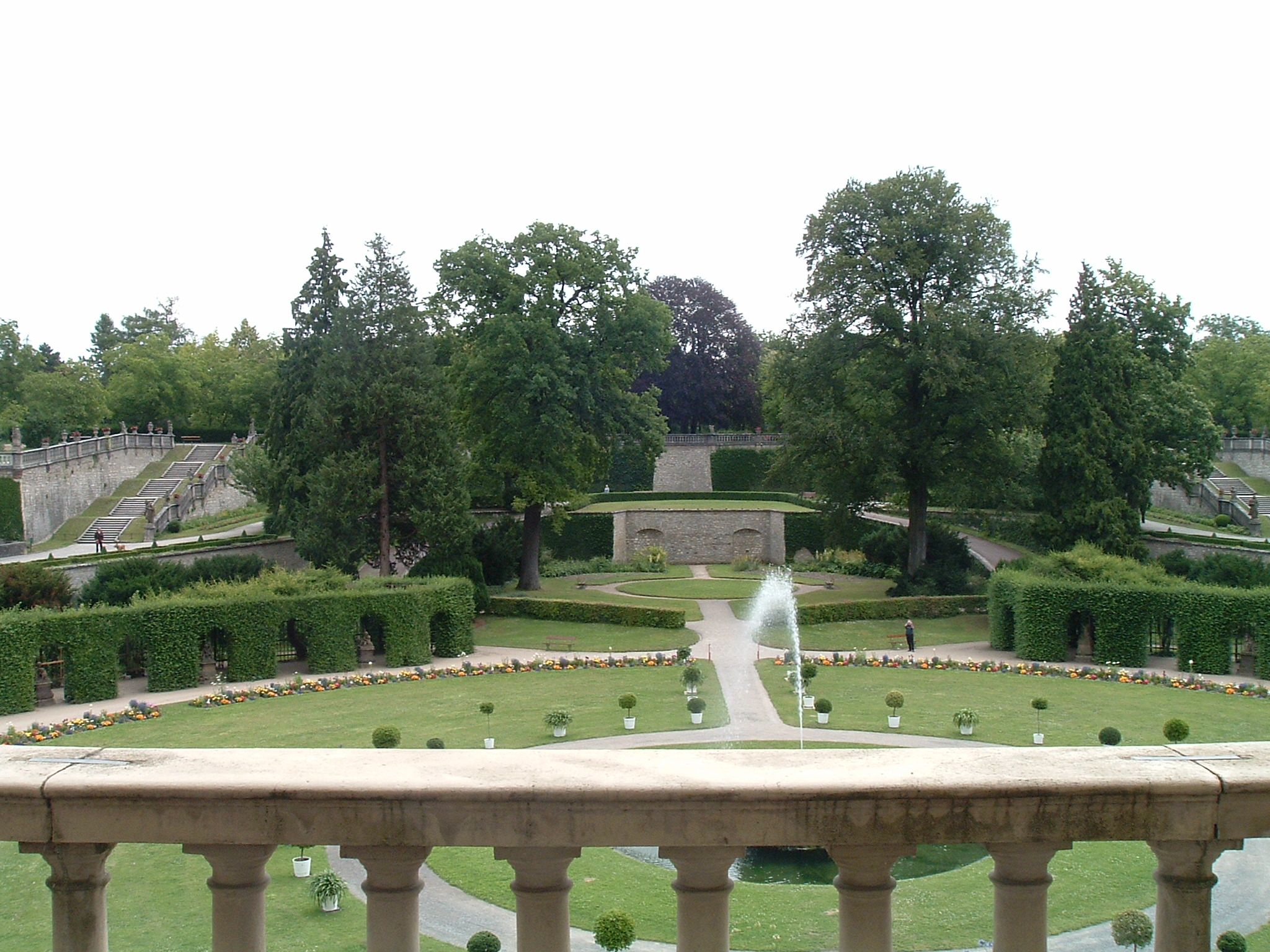
Pałacowe ogrody tarasowe

## Historia najnowsza
Rezydencja została doszczętnie spalona w czasie nalotów bombowych podczas II wojny światowej. Przetrwał jedynie kamienny trzon budowli, skrywający najbardziej wartościowe wnętrza (klatkę schodową, Salę Białą, Komnatę Cesarską). Prace rekonstrukcyjne trwały do 1987, kiedy to oddano dla zwiedzających Gabinet Luster. W 1981 r. rezydencja w Würzburgu wraz z otaczającymi ją ogrodami oraz placem pałacowym została wpisana na listę dziedzictwa kulturowego UNESCO.